# Mira Ray
Mira Magdalena Ray [uttal raɪ], född Lindholm 4 februari 1990 i Högalid, Stockholm, är en svensk singer-songwriter, körledare och musiker.

## Biografi
Mira Ray har hållit på med musik hela sitt liv. Hon är dotter till singer-songwritern mm Lolita Ray och även fadern höll på med musik. Ray gick i Adolf Fredriks musikklasser i grundskolan, skrev sin första låt i tioårsåldern och gick i gymnasiet på Fryshusets musiklinje. 2006 spelade hon tillsammans med David Ritschard i det kortlivade bandet Ska ’N’ Stull. Efter gymnasiet följde olika kortare anställningar, bland annat ledde hon en skrivarverkstad på Studieförbundet Vuxenskolan, arbetade som receptionist och som bartender och bloggade om platser och människor på Stockholms Södermalm. Arbetet varvades med musicerande på klubbar och kaféer samt en termins studier i konstvetenskap på Stockholms universitet. 2016 startade hon och en kollega Powerballadkören.
2017−2021 var Ray anställd på marknadsföringsbolaget Record Union. När företaget skar ner personalstyrkan blev hon friställd. Hon beslöt då att satsa mer helhjärtat på musiken, började skriva musik och turnerade med vännen David Ritschard. Hon spelade akustisk gitarr och keyboard i hans band, bakgrundssjöng och framträdde som solist i bandet. 2023 spelade hon in ep som hon sedan följde upp med singlar. Samtidigt jobbade hon vidare med Powerballadkören men ledde också en ny kör, Tidningskvarterens lunchkör.
Mira Ray är politiskt engagerad på vänstersidan, ett arv från sin mor Lolita Ray. Det avspeglas i hennes egna låtar och i spelningarna med David Ritschard.

## Powerballadkören
Powerballadkören bildades av Jenny Ring och Mira Ray och har sedan starten letts av Ray. Den har över femtio medlemmar. Man har samarbetat med artisterna Eva Dahlgren, Frida Öhrn, Krister Linder, Jennie Abrahamsson och Tommy Nilsson. 2023 medverkade kören i Malmö Dockteaters föreställning Inferno i Malmö och Stockholm.

## Diskografi
- 2023 − Blue, singel
- 2023 − Age of Aquarius, ep
- 2024 − Hänga tvätt, singel, med David Ritschard
- 2024 − Dom kallar henne mamma, singel
- 2024 − På avstånd, ep
- 2024 − Medan bomberna faller, Björn Afzelius låt på David Ritschards ep Innan tystnaden tar vid. [13]